# Diccionario de científicos argentinos Dra. Grierson
El Diccionario de científicos argentinos Dra. Grierson es una base de datos en línea desarrollada por el Centro Argentino de Información Científica y Tecnológica (CAICYT), organismo dependiente del Consejo Nacional de Investigaciones Científicas y Técnicas de Argentina.
Tiene por objetivo ofrecer una herramienta de identificación de autoridades que sirva de apoyo en la catalogación, investigación e información en general.
Fue nombrado en honor a Cecilia Grierson, primera médica argentina y precursora de la kinesiología, la obstetricia y la enfermería en el país.

## Desarrollo
La base de datos es desarrollada y actualizada por el Laboratorio de Información de CAICYT y utiliza como fuentes datos internos de almacenes propios, investigaciones realizadas por bibliotecarios y documentalistas propios a partir de fuentes bibliográficas impresas y electrónicas, metadatos liberados públicamente por CONICET y otras agencias académicas y científicas argentinas y etadatos disponibilizados públicamente en sitios internacionales como VIAF y Wikidata.
También se incluyen datos a petición de un científico siempre que siga los mecanismos de curación y moderación en línea del directorio.

### Criterios
Los criterios para considerar autoridades de personas a identificar en el Directorio de Científicos Argentinos de CAICYT son:
- Científicos históricos argentinos fallecidos, a partir de 1810.
- Investigadores de la carrera de investigador de CONICET.
- Investigadores de la carrera de investigador de las universidades nacionales.
- Investigadores científicos de empresas privadas y organizaciones no gubernamentales.
- Investigadores de universidades privadas.
- Técnicos y profesionales de equipos de investigación de los institutos de CONICET.
- Técnicos y profesionales de equipos de investigación de Universidades Nacionales.
- Becarios doctorales del sistema científico nacional y universidades nacionales y privadas.
- Becarios postdoctorales del sistema científico nacional y universidades nacionales y privadas.
- Científicos eméritos, jubilados o retirados sistema científico nacional y universidades nacionales y privadas.